# Lappula laevigata
Lappula laevigata är en strävbladig växtart som först beskrevs av Grigorij Silych Karelin och Kir., och fick sitt nu gällande namn av Boris Fedtjenko. Lappula laevigata ingår i släktet piggfrön, och familjen strävbladiga växter. Inga underarter finns listade i Catalogue of Life.